# Drammenbanen
Drammenbanen är en järnväg mellan Oslo och Drammen i Norge. Beslut om byggande av banan fattades 1869 av Stortinget, och den öppnades för trafik 1872. Banan var ursprungligen smalspårig (1067 mm), men den byggdes om till normalspår 1920. Banan är 42 km lång och dubbelspårig.
År 1973 lades linjen om genom Lieråsen tunnel mellan Asker och Lier. Den gamla linjen behölls från Asker till Spikkestad (Spikkestadlinjen).
Mellan Lysaker och Asker går ännu en dubbelspårig järnväg, Askerbanen.